# Eric im Stress
Eric im Stress ist eine von 1998 bis 2000 ausgestrahlte Zeichentrickserie. Die deutsche Erstausstrahlung fand am 13. September 1998 statt.

## Handlung
Der vierzigjährige Eric Feeble hat feuerrote Haare und wohnt in einer Londoner Doppelhaushälfte. Wie der Name der Serie vermuten lässt, ist er immer gestresst. Seine Ex-Frau Liz ist der Hektik entflohen und hat sich dem Buddhismus zugewandt. Sie taucht nur manchmal wieder auf und macht ihm das Leben schwer.  Auch seine Kinder machen ihm nichts als Sorgen. Sein neunjähriger Sohn Brian ist autistisch veranlagt, wodurch er in der Schule noch nie was erreicht hat. Er läuft den ganzen Tag sinnlos umher und steckt Sachen in den Mund. Seine sechsjährige Tochter Claire ist gegen ziemlich alles allergisch und macht Eric in jeder Folge Sorgen durch allergische Reaktionen. Auch sonst verfolgt ihn immer das Pech. Seine einzige Entlastung ist das portugiesische Au-pair-Mädchen Maria, die starke Alkoholikerin ist und auch oft Ärger macht. In der anderen Hälfte des Doppelhauses sieht es ganz anders aus. Hier wohnen perfekte Leute, die auch so heißen: Familie Perfect. Sie sind wohlhabend und immer glücklich.
Wenn Eric besonders gestresst ist, wird eine wild schlagende Ader an seiner Schläfe sichtbar. Am Ende jeder Folge bricht alles Negative über ihn herein, worauf die Ader aus dem Kopf heraustritt und ihn bewusstlos würgt.

## Charaktere
- Eric Feeble
- Liz Feeble
- Brian Feeble
- Claire Feeble
- Maria
- Ray Perfect – Der Vater der versnobten Familie Perfect, der in der gleichen Firma arbeitet wie Eric. Im Gegensatz zu ihm ist er aber karrieremäßig ein Überflieger und lässt keine Gelegenheit aus, um Eric noch mehr runterzuziehen.
- Paul Power – Erics Chef, der ständig an ihm herummäkelt und ihm vorschreibt, sich an Ray Perfect ein Beispiel zu nehmen.
- Alison – Erics Sekretärin, die aber den ganzen Arbeitstag mit Telefonieren verbringt, weshalb Eric ihren Job miterledigen muss.
- Der Doktor – Ein junggebliebener 48-jähriger Arzt, den Eric aus gegebenen Gründen mindestens einmal die Woche aufsuchen muss. Von ihm kriegt er jede Menge Medikamente verschrieben, die aber nichts helfen, da Erics Krankheiten psychosomatisch sind.
- Mrs. Wilson – Eine alte, sehr langsame Frau, die einmal pro Folge Eric mit ihrem extrem langsamen Gang auf dem Weg zum Briefkasten behindert, wenn er es gerade sehr eilig hat.

## Ausstrahlung
Eric im Stress wurde am 13. September 1998 erstmals in Deutschland auf ARTE gezeigt, 2001 und 2002 wurde es im Nachtprogramm des Hessischen Rundfunks gesendet.